# Saint-Didier-en-Donjon
Saint-Didier-en-Donjon ist eine französische Gemeinde mit 245 Einwohnern (Stand: 1. Januar 2022) im Département Allier in der Region Auvergne-Rhône-Alpes. Die Gemeinde gehört zum Arrondissement Vichy und zum Kanton Dompierre-sur-Besbre.

## Geographie
Saint-Didier-en-Donjon liegt etwa 43 Kilometer nordöstlich von Vichy am Fluss Loddes, in den Ausläufern der Montagne Bourbonnaise. Umgeben wird Saint-Didier-en-Donjon von den Nachbargemeinden Monétay-sur-Loire im Nordwesten und Norden, Le Pin im Norden und Nordosten, Saint-Léger-sur-Vouzance im Nordosten und Osten, Luneau im Osten und Südosten, Neuilly-en-Donjon im Südosten und Süden, Le Donjon im Südwesten und Westen sowie Liernolles im Westen.

## Bevölkerungsentwicklung
| Jahr                       | 1962 | 1968 | 1975 | 1982 | 1990 | 1999 | 2006 | 2019 |
| Einwohner                  | 536  | 503  | 415  | 373  | 311  | 284  | 272  | 250  |
| Quellen: Cassini und INSEE |      |      |      |      |      |      |      |      |

## Sehenswürdigkeiten
- Kirche Saint-Léger
- Schloss Les Millets
- Haus Bazolle

Siehe auch: Liste der Monuments historiques in Saint-Didier-en-Donjon

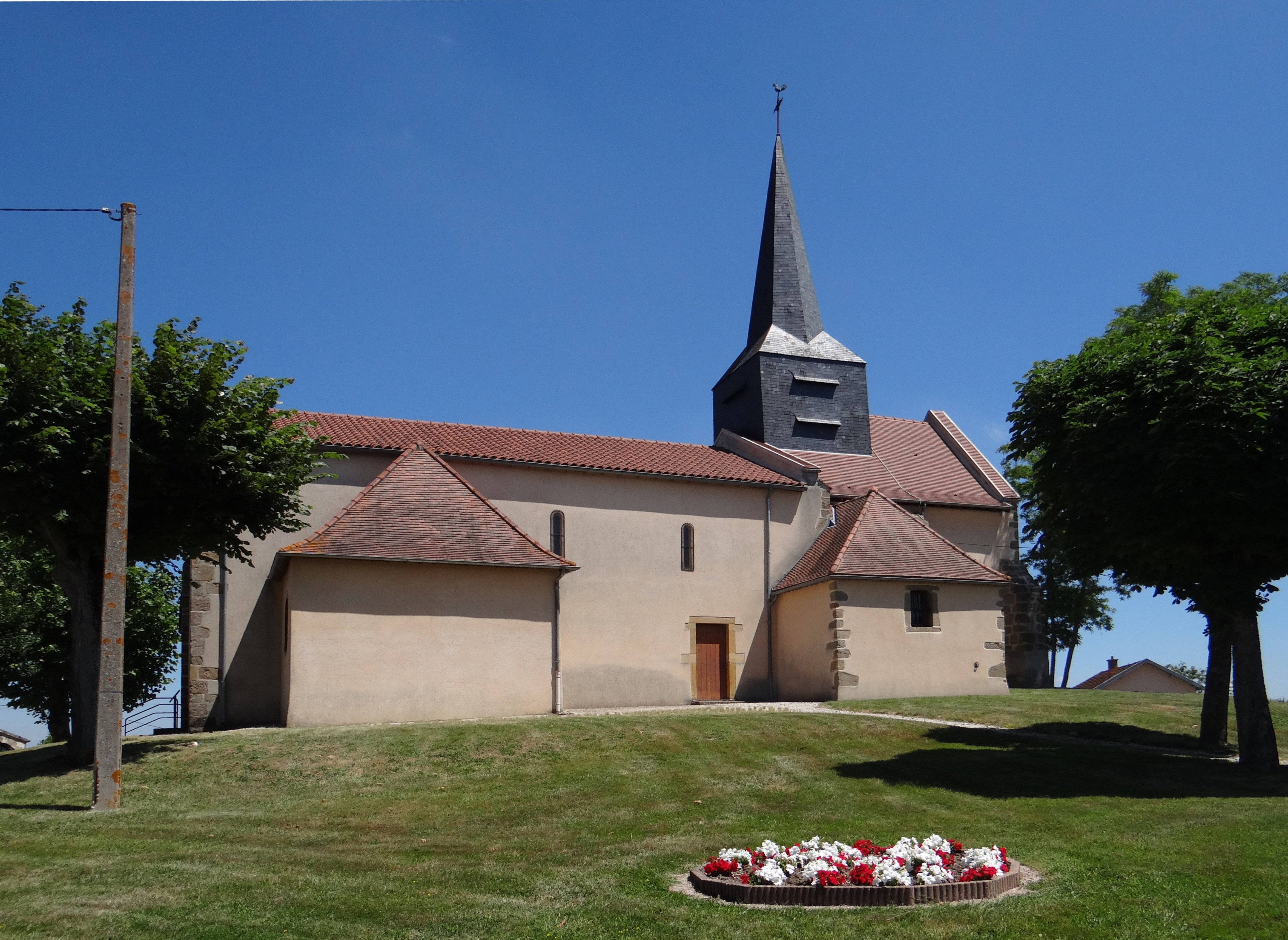
Kirche Saint-Léger